# AirPods Max
AirPods Max là thiết bị tai nghe chụp tai không dây được thiết kế bởi Apple và được phát hành vào ngày 15 tháng 12 năm 2020. Đây cũng chính là tùy chọn cao cấp nhất của Apple cho dòng sản phẩm AirPods, cùng với chiếc AirPods cơ bản và chiếc AirPods Pro.
Lợi ích chủ yếu của AirPods Max so với AirPods Pro là thiết kế chụp tai với loa lớn hơn, trang bị thêm Nút xoay điện tử (Digital Crown), thời lượng pin dài hơn và nhiều tùy chọn màu sắc hơn.

## Tổng quan
Apple công bố tai nghe AirPods Max vào ngày 8 tháng 12 năm 2020 trên trang web và phát hành chúng vào ngày 15 tháng 12 năm 2020. AirPods Max có thiết kế chụp tai.
Chiếc tai nghe sử dụng chip H1 có trong AirPods thế hệ thứ hai và AirPods Pro. Giống như AirPods Pro, thiết bị này đi kèm với công nghệ Khử tiếng ồn chủ động của Apple để chặn tiếng ồn bên ngoài và chế độ Transparency để nghe âm thanh xung quanh. Nút xoay điện tử tương tự như của Apple Watch cho phép người dùng phát hoặc tạm dừng âm thanh, điều khiển âm lượng, bỏ qua bản nhạc, điều khiển cuộc gọi điện thoại hay kích hoạt Siri. Cảm biến tiệm cận tự động phát hiện khi chúng đeo trên đầu người dùng, phát hoặc tạm dừng âm thanh cho phù hợp. Công nghệ Spatial Audio sử dụng con quay hồi chuyển và gia tốc kế tích hợp để theo dõi chuyển động của đầu người dùng và sẽ cho ra âm thanh mà Apple mô tả là trải nghiệm "giống như rạp hát".
Apple nói thời lượng pin sử dụng là 20 giờ, với thời gian sạc 5 phút sẽ mang lại thời gian nghe 1,5 giờ. AirPods Max được sạc qua cổng kết nối Lightning. Hãng cũng cung cấp một "Hộp đựng thông minh" để cất giữ AirPods Max.
AirPods Max có tùy chọn 5 màu: Xám, Bạc, Lam, Lục và Hồng. Người dùng có có thể tùy biến màu đệm tai và khung bên ngoài từ 5 năm màu sắc đó. Như vậy sẽ có tổng số 25 màu kết hợp (hoặc 125 nếu sử dụng hai màu đệm tai khác nhau). Ngoài ra, người dùng có thể cá nhân hóa bằng dịch vụ khắc hình vào khung nhôm.

## Tương thích
Apple thông báo rằng AirPods Max sẽ tương thích với iOS 14, iPadOS 14, watchOS 7, tvOS 14 và macOS Big Sur. Kể từ ngày 8 tháng 12 năm 2020, vẫn chưa rõ liệu AirPods Max có được hỗ trợ hay hỗ trợ hạn chế trên các phiên bản phần mềm cũ hơn của Apple hay không.

## Đón nhận

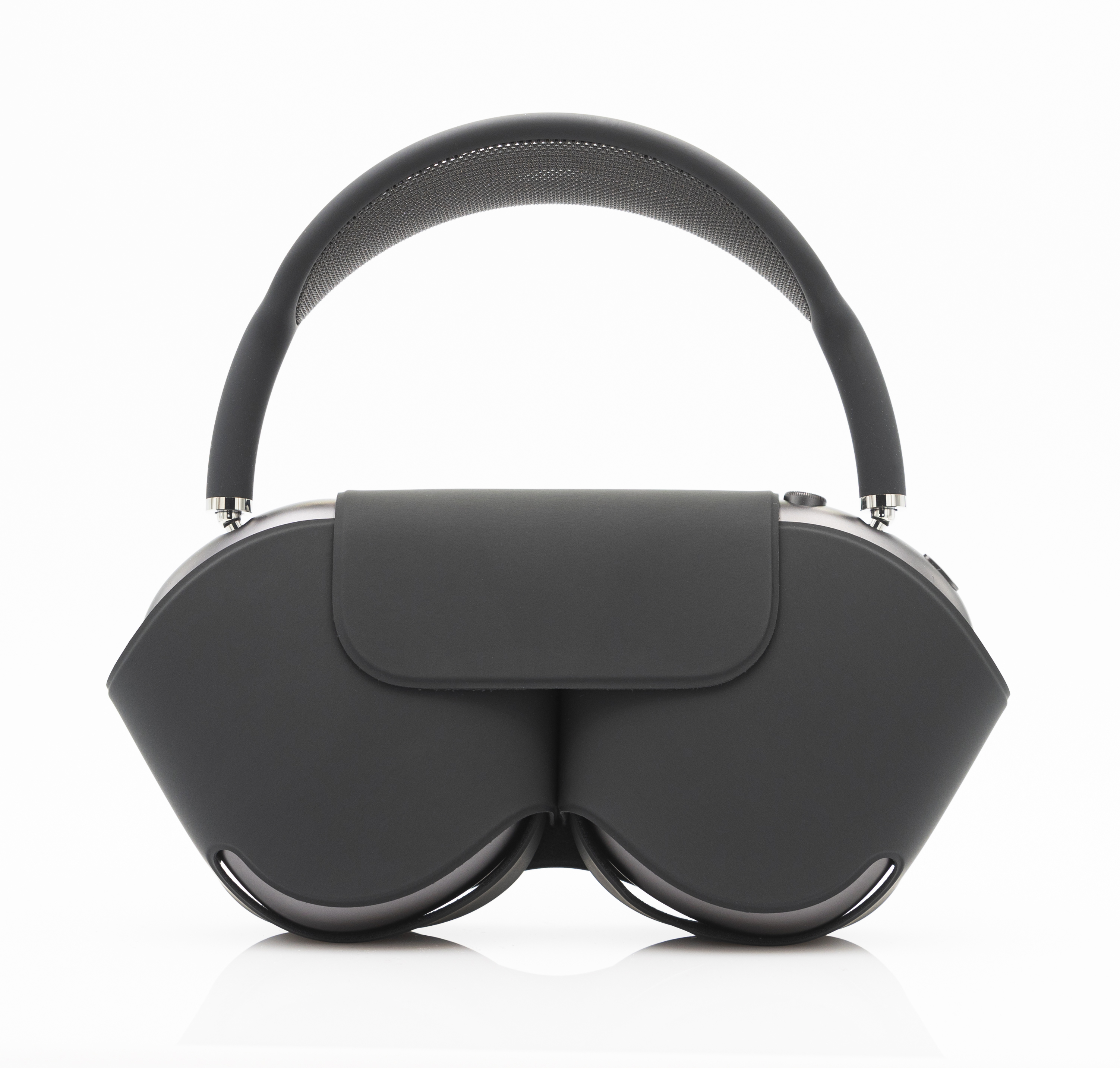
Chiếc AirPod Max được bảo vệ trong chiếc hộp đựng

Thiết kế của hộp đựng AirPods Max đã bị các nhà đánh giá công nghệ cùng với người dùng trên Twitter chế giễu vì nó giống với áo ngực hay túi xách. Phóng viên Daniel Piper của Creative Bloq khẳng định "Nếu chúng tôi không bị thuyết phục bởi thiết kế của AirPods Max đến thế thì chúng tôi sẽ hoàn toàn bị bối rối bởi 'Hộp đựng thông minh' của họ. Hình dạng của nó giống rất nhiều thứ, từ túi xách đến các bộ phận cơ thể. "